# Tizi N'Test (col)
Pour l’article homonyme, voir Tizi N'Test (commune).
Tizi N'Test est un col situé dans le Haut Atlas au Maroc, à l'ouest du djebel Toubkal, sur le tronçon de la nationale 7 reliant Marrakech à Taroudant.
Le col et ses abords se trouvent entièrement dans la région Marrakech-Tensift-Al Haouz (province d'Al Haouz), car la limite entre cette région et la région Souss-Massa-Drâa ne suit pas la ligne de partage des eaux, mais passe plus au sud, à flanc de montagne.
Au nord, le col domine la haute vallée du N'Fiss et le pays Goundafa. Au sud, il offre une vue sur la vallée et la plaine du Souss, à 2 000 m en contrebas et, au-delà, sur la chaîne de l'Anti-Atlas.
La route passant par le Tizi N'Test fut construite en 1924.

## Dans la culture
- Christine Daure-Serfaty, La femme d'Ijoukak, Paris, Stock, 1997, 220 p. (ISBN 2-234-04732-3, présentation en ligne)